# انتونيو لوي
انتونيو لوي (بالإيطالية: Antonio Loi)‏ (25 أغسطس 1996 في إيطاليا - ) هو لاعب كرة قدم إيطالي في مركز الوسط. شارك مع منتخب إيطاليا تحت 15 سنة لكرة القدم. أما مع النوادي، فقد لعب مع نادي كالياري.

## روابط خارجية
- انتونيو لوي على موقع قاعدة بيانات كرة القدم.إي يو (الإنجليزية)
- انتونيو لوي على موقع Soccerway.com (الإنجليزية)
- انتونيو لوي على موقع AS.com (الإسبانية)